# Acompañamiento (teatro)

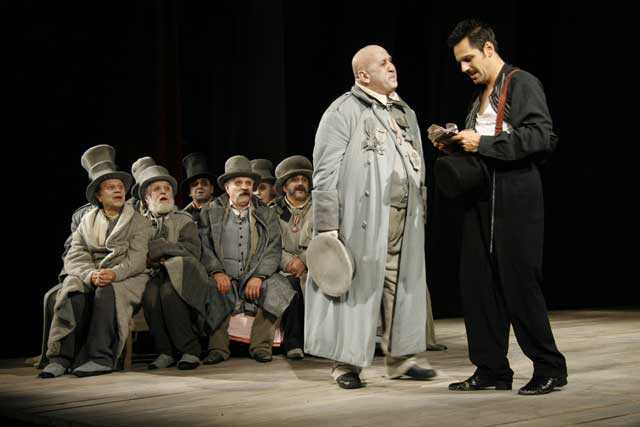
Actores principales y acompañamiento

En el ámbito teatral se conoce como acompañamiento a la comparsa, el grupo de figurantes que salen a escena sin cantar ni declamar. 
El acompañamiento es el grupo de actores que se consideran necesarios para dar mayor verosimilitud al argumento y que presentes en la escena, representan la obra sin hablar. 